# Templo de Hartford
El Templo de Hartford es uno de los templos construidos y operados por la Iglesia de Jesucristo de los Santos de los Últimos Días, el número 155 construido por la iglesia y el único templo en el estado de Connecticut. Tras varios años de anuncios y cancelaciones, el templo finalmente se construyó en Farmington, en la intersección de Melrose y la Avenida Farmington.

## Historia
Los primeros misioneros en Connecticut fueron Orson Hyde y Samuel H. Smith, hermano de Joseph Smith, el fundador del Movimiento de los Santos de los Últimos Días, quienes llegaron en 1832 al condado de Litchfield y el condado de Hartford. Por su parte, Wilford Woodruff, quien a su vez fuera presidente de la Iglesia SUD en el territorio de Utah, es originario de Harford.

## Construcción
El sábado 3 de octubre de 1992, durante la sesión de tarde de la 162.ª conferencia general semestral de la iglesia, Gordon B. Hinckley, entonces Primer Consejero en la Primera Presidencia, anunció planes para construir un templo en Hartford, Connecticut. Aun así, tres años más tarde, los planes para este templo fueron sustituidos por planes para construir el templo de Boston y el templo de White Plains en Nueva York (renombrado luego a Templo de Harrison, Nueva York).
En la conferencia general de octubre de 1995, Hinckley explicóː 

Después de tratar durante años de adquirir un sitio apropiado en Hartford, tiempo en el cual la Iglesia ha crecido considerablemente hacia el sur y hacia el norte de esa ciudad, hemos decidido no construir ahora un templo en los alrededores de Hartford.
Gordon B. Hinckley, 1995

Hinckley se disculpó con los miembros de Hartford, quienes esperaban con ansia el anuncio de la construcción de dicho temploː

Pedimos disculpas a nuestros fieles santos de la región de Hartford, pues sabemos que quedaran desilusionados con este anuncio. Como saben, hemos pasado incontables horas con sus oficiales locales, tratando de encontrar un lugar apropiado que fuera conveniente para los miembros de Nueva York y de la región de Nueva Inglaterra. Aunque nos apena muchísimo desilusionar a los miembros de Hartford, tenemos la seguridad de haber recibido una guía especial al tomar esta decisión, así como de que esos templos se edificarán en localidades que no les exigirán recorrer grandes distancias para llegar a ellos.

Tras la dedicación del templo en Boston en octubre de 2000, la construcción de un templo en White Plains, en un terreno de 24 acres en la intersección de Interstate 287 y Hutchinson River Parkway, nunca dio inicio y finalmente se suspendió. Los esfuerzos de comenzar la construcción del templo en White Plains continuaron hasta el 2004, pero las discrepancias y objeciones de la administración municipal retrasaron el proyecto hasta tal punto que la iglesia lo canceló y el nombre del templo fue eliminado de la lista en el sitio web de los templos SUD poco después de la dedicación del Templo de Nueva York en Manhattan.

### Segundo anuncio

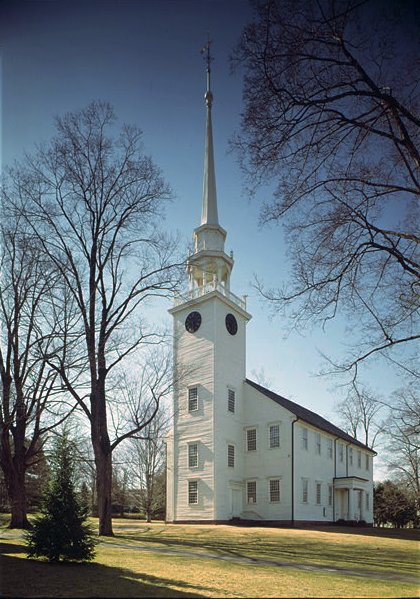
Capilla de la Primera Iglesia de Cristo construida en Farmington en 1772 y que tiene patrones usados para la construcción del templo SUD de Hartford, Connecticut.

En la conferencia general de la iglesia el 2 de octubre de 2010, Thomas S. Monson volvió a anunciar que la iglesia planeaba construir un templo en Hartford, Connecticut, 18 años después del anuncio original hecho por Hinckley.
En mayo de 2012, la iglesia hizo pública una representación artística del templo y anunció que sería construido en Farmington, Connecticut. En octubre de ese mismo año se finalizó el traspaso de la propiedad a la iglesia. Ante los temores expresados por la comunidad a que la construcción del nuevo edificio congestionara todavía más la ruta 40 que pasa por el terreno comprado por la iglesia en Farmington, la comisión de planificación de la ciudad cambió la zonificación comercial a una tipo R-30 permitiendo 30 unidades de construcción por cada acre (0,4 hectáreas) con la construcción de calles adicionales para el alivio del tránsito alrededor del nuevo edificio.
El plan del edificio fue aprobado por el departamento de planificación de la ciudad en junio de 2012. El templo de Hartford tiene un total de 3.000 m² de construcción, 9,15 metros de altura y construido en un terreno de 11 acres (4.5 hectáreas). Cuenta con cuatro salones para ordenanzas SUD y ocho salones de sellamientos matrimoniales.
El edificio es de un solo piso revestido en granito blanco con una fachada sostenida por columnas y un campanario al estilo de nueva Inglaterra alcanzando 115 pies de altura contando el pináculo donde se asiente la tradicional estatua bañada de oro de Moroni. Ciertos informes noticiosos afirman que este diseño es un aire de reminiscencia con la histórica Primera Iglesia de Cristo Congregacional en Farmington, construido en 1772. Los motivos de los jardines siguen un diseño de follaje colorido, pasarelas que curvan y áreas de estacionamiento, rodeado por una valla de piedra de baja altura al estilo de Nueva Inglaterra.

## Dedicación
El 17 de agosto de 2013 Thomas S. Monson realizó la ceremonia de la primera palada y la dedicación eclesiástica del terreno sobre el que se construiría el templo, al que asistieron unas 500 personas. La ceremonia fue transmitida a centros de reuniones en la región.
El templo SUD de Hartford fue dedicado para sus actividades eclesiásticas en cuatro sesiones el 20 de noviembre de 2016, por Dieter F. Uchtdorf, miembro de la Primera Presidencia de la iglesia SUD. Anterior a ello, del 30 de septiembre-22 de octubre del mismo año, la iglesia permitió un recorrido público de las instalaciones y del interior del templo.
Al templo, por su cercanía a las comunidades, asisten fieles de Connecticut, Rhode Island, el suroeste de Massachusetts, y el este de Nueva York.